# 3833 Calingasta
3833 Calingasta је Марсов тројански астероид чија средња удаљеност од Сунца износи 2,195 астрономских јединица (АЈ).
Апсолутна магнитуда астероида је 15,0.